# Tar-Atanamir
Tar-Atanamir, apodado el Grande, que significa «Joya de los Hombres» en quenya, es un personaje ficticio perteneciente al legendarium del escritor J. R. R. Tolkien y que aparece en su novela El Silmarillion. Es un dúnadan de Númenor, hijo de Tar-Ciryatan y nacido en el año 1800 de la Segunda Edad del Sol. Heredó el orgullo y la codicia de su padre.
Se convirtió en el decimotercer rey de Númenor cuando su padre le cedió el cetro en el año 2029 S. E. Continuó con la imposición de tributos a los Hombres de la Tierra Media, como había hecho Tar-Ciryatan, y criticó abiertamente a los Valar y su prohibición, distanciándose así de los Elfos e iniciando la separación entre los Númenóreanos, que se haría plena durante el reinado de su hijo Tar-Ancalimon.
Tar-Atanamir vivió durante 421 años, aferrándose a la vida hasta que perdió el juicio y se negó a entregar a su hijo el cetro, convirtiéndose en el primero de los reyes de Númenor desde Elros que gobernó hasta su muerte en el año 2221 S. E. Entonces Ancalimon fue coronado por fin.